# Euplexia wollastoni
Euplexia wollastoni är en fjärilsart som beskrevs av Hans Rebel. Euplexia wollastoni ingår i släktet Euplexia och familjen nattflyn. Inga underarter finns listade i Catalogue of Life.